# Jan Skokowski
Jan Skokowski (ur. w Lipsku) – polski chirurg, profesor nauk medycznych.

## Życiorys
Jan Skokowski urodził się w Lipsku. W latach 1954–1961 odbył studia medyczne na Wydziale Lekarskim Akademii Medycznej w Gdańsku, gdzie w 1973 r. uzyskał stopień doktora nauk medycznych, a w 1985 r. – stopień doktora habilitowanego w zakresie torakochirurgii. W 1986 r. objął stanowisko docenta, natomiast 15 kwietnia 1998 r. otrzymał tytuł profesora nauk medycznych.
Aktywnie zajmował się działalnością naukową i dydaktyczną: jest autorem 285 prac oryginalnych i referatów na zjazdach oraz promotorem dwunastu przewodów doktorskich i opiekunem dwóch postępowań habilitacyjnych. Wychował w ten sposób całe pokolenie torakochirurgów, zwłaszcza w Bydgoszczy i Gdańsku. W ramach współpracy międzynarodowej odbył liczne szkolenia i staże w renomowanych ośrodkach europejskich, m.in. we Francji u wybitnych torakochirurgów shop.eastview.com.
Pełnił również funkcję konsultanta wojewódzkiego ds. chirurgii klatki piersiowej, doradzając przy organizacji regionalnych programów leczenia raka płuca. Za wybitne zasługi w pracy klinicznej i naukowej został uhonorowany m.in. godnością honorowego członka Polskiego Towarzystwa Kardio-Torakochirurgów.

## Praca zawodowa
- 1962–1970 – II Klinika Chirurgiczna Akademii Medycznej w Gdańsku
- 1970–1984 – Klinika Chirurgii Klatki Piersiowej AMG w Gdańsku
- 1984–1992 – Katedra i Klinika Chirurgii Klatki Piersiowej AM w Bydgoszczy (ordynator)
- 1992–2005 – Katedra i Klinika Chirurgii Klatki Piersiowej AMG w Gdańsku (kierownik)

- Wieloletni konsultant wojewódzki ds. chirurgii klatki piersiowej

## Odznaczenia i wyróżnienia
- Krzyż Kawalerski Orderu Odrodzenia Polski (2001)[4]
- Specjalna Nagroda Polskiej Grupy Raka Płuca (2016)[3]
- Specjalna Nagroda Polskiej Grupy Raka Płuca Wikipedia.
- Honorowe członkostwo[5] Polskiego Towarzystwa Kardio-Torakochirurgów